# Robert Ignatius Burns
Robert Ignatius Burns (San Francisco, 1921 - Los Gatos, 22 de novembre de 2008) fou un sacerdot i historiador estatunidenc.

## Biografia
Membre de la Companyia de Jesús, es doctorà en Història medieval a Baltimore (EUA) i en Història moderna i etnogràfica a Friburg (Suïssa).
Va ser professor del Departament d'Història a la Universitat de San Francisco del 1947 al 1976, i de la Universitat de Los Angeles (Califòrnia) del 1976 fins a la seva jubilació, on es va especialitzar en l'estudi del regnat de Jaume I amb relació a València, segons sembla per suggeriment de Miquel Batllori. El 1976 va fundar l'Institute of Medieval Mediterranean Spain, on hi ha la millor biblioteca dels Estats Units dedicada a la Corona d'Aragó. Era membre de North American Catalan Society i de la Medieval Academy of America. El 1982 rebé els premis Serra d'Or de la Crítica i Catalònia de l'IEC, i el 1988 va rebre la Creu de Sant Jordi. Des de 1996 fou membre de la secció Històrico-Arqueològica de l'Institut d'Estudis Catalans. Va morir el 22 de novembre de 2008 a l'edat de 87 anys a la ciutat estatunidenca de Los Gatos, a l'estat de Califòrnia.

## Obres
- Jaume I i els Valencians del segle xiii (1981)
- Colonialisme medieval (1987)
- Moros, cristians i jueus (1987)
- Diplomatarium Regni Valentiae (1988)
- Societat i documentació (1989)
- Los mundos de Alfonso el Sabio y Jaime el Conquistador (1990)
- El regne croat de València (1993)
- El papel de Xàtiva (1999)